# Cathérine Pellen
Cathérine Pellen (ur. 4 grudnia 1956 w Paryżu) – francuska łuczniczka, dwukrotna mistrzyni świata, trzykrotna halowa medalistka mistrzostw świata. Pierwsze sukcesy odnosiła w łukach klasycznych, później zaczęła startować w konkurencji łuków bloczkowych.
Największym jej osiągnięciem jest złoty medal mistrzostw świata w Riom (1999) oraz srebrny (1997) w konkurencji łuków bloczkowych indywidualnie. 
Startowała w igrzyskach olimpijskich w Seulu plasując się na 14. miejscu indywidualnie i 8. zespołowo.